# Малороссийская идентичность

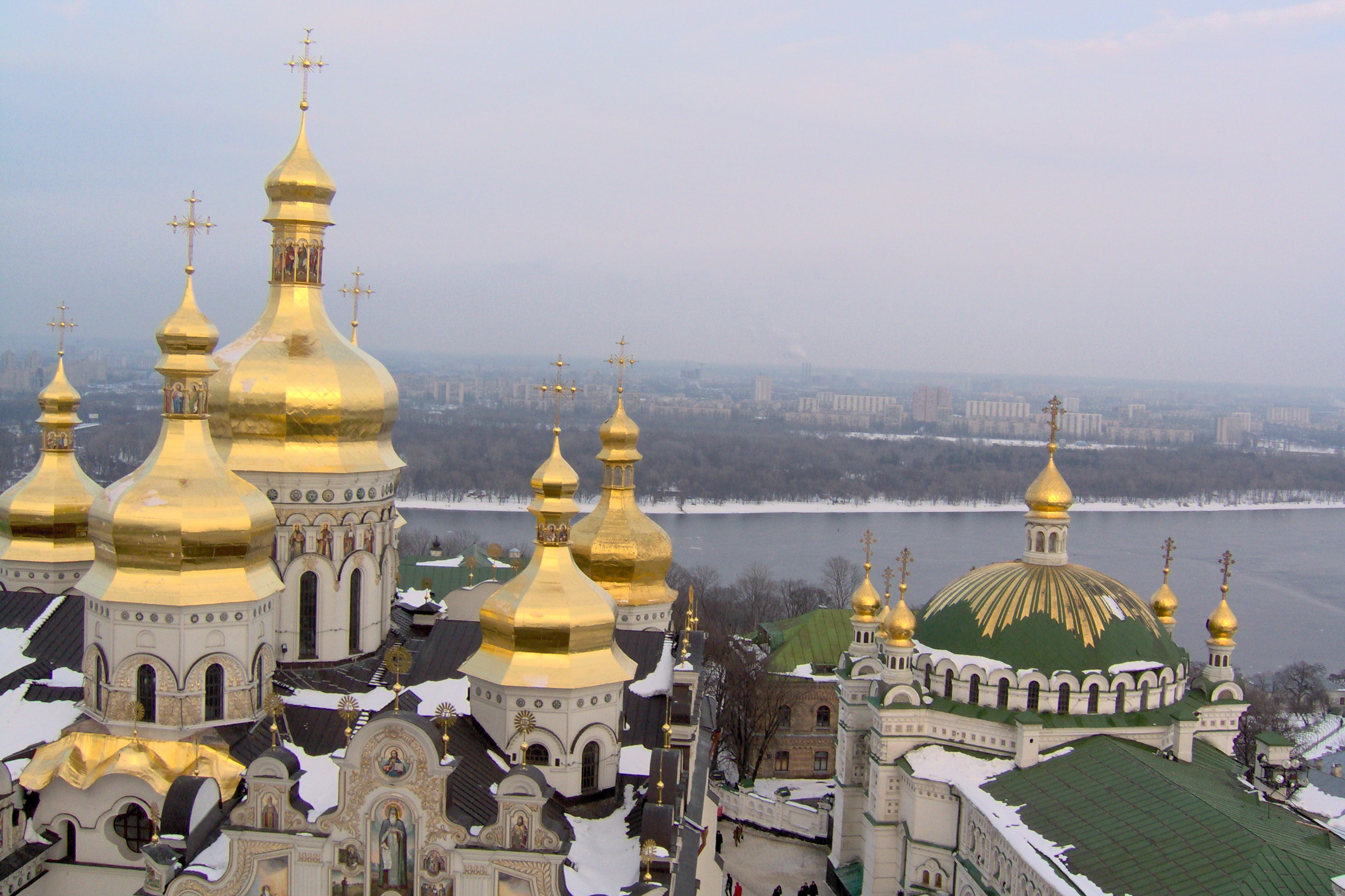
Вид Киево-Печерской лавры, настоятели и монахи которой относились к ведущим идеологам малороссийской идентичности и концепции единого русского народа

Малороссийская идентичность, также малорусско-общерусская идентичность или малороссийство, — культурная, политическая, религиозная и этническая самоидентификация элиты, а впоследствии и большей части населения Малороссии в качестве одной из составных частей единого русского народа. Начало формирования этой самоидентификации среди элиты Войска Запорожского пришлось на XVII век. Существенным фактором, способствовавшим этому процессу, являлось представление о равенстве этнических и социальных прав и возможностей, которыми элита Малороссии может пользоваться в составе Российского государства. В течение последовавших столетий малорусско-общерусская идентичность утвердилась на территории Малороссии как доминирующая.
C 1840-х годов в противовес концепции общерусского единства зародилась «украинская» идея, которая позже под влиянием трудов Михаила Грушевского, Дмитрия Донцова и других всё более склонялась к отрицанию культурных и этнических связей с Россией, автономистско-сепаратистским настроениям и политической ориентации на Запад. С определённого времени для части малороссов прежняя самоидентификация утратила свою легитимность и была заменена понятием «украинец». Это вызывало сопротивление как среди тех, для кого «малоросс» оставался легитимным понятием самоидентификации, так и со стороны официальных российских властей и общественного мнения. Существенные перемены в конфликте между двумя проектами этнокультурной идентификации были вызваны революционными событиями 1917 года, которые привели к резкому развитию украинского национального движения и росту устремлений его лидеров к автономии, а впоследствии — и к полному отделению от России. Этому способствовало, в частности, массовое вовлечение в политическую жизнь Украины выходцев из австрийской Галиции. Многие политически активные носители малороссийской/общерусской идеи оказались среди социальных групп населения Малороссии/Украины, наиболее пострадавших в ходе революции и Гражданской войны.
По завершении Гражданской войны процесс строительства отдельной украинской нации на территории Украинской ССР был продолжен партийным и советским руководством в ходе политики коренизации, которая здесь приняла форму украинизации. В результате этих преобразований понятие «малоросс» стало восприниматься как маргинальное и сохранилось лишь в межвоенной российской эмиграции. В современном украинском дискурсе понятия «малоросс», «малороссийство» содержат отчётливые, причём сугубо негативные, политические коннотации.

## Возникновение и развитие
Ощущение жителями Руси своего единства сохранялось долгое время и в наступивших условиях политической раздробленности, в том числе после монгольского нашествия. Об этом свидетельствует духовная и книжная культура как восточных, так и западных её частей. Русские летописные своды и хронографы начиная уже с XIII века последовательно отстаивали идею церковного, исторического, династического единства Руси, в том числе необходимость её политического объединения, и не признавали исторических и моральных прав иноземных держав на русские земли.
Малороссийская идея, наряду с возрождением византийского термина Малая Русь для обозначения территории казацкой Гетманщины, возникла в православных восточнославянских землях Речи Посполитой на почве идеологической концепции русского единства, которая появилась в конце XVI века в трудах киевских и галицких полемистов — противников Брестской унии. Данная концепция сложилась под влиянием европейского интеллектуального опыта и специфики положения русин в Речи Посполитой, при этом основной упор в ней делался не на династические или политические аспекты, а на народные массы. Концепция, имевшая прямое отношение к противостоянию между православием, униатством и католицизмом, фигурировала в церковных и политических текстах православных иерархов, лидеров православных братств и даже представителей запорожского казачества. Широкое распространение в западнорусской публицистике первой половины XVII века приобрёл также образ московского православного царя-заступника, возглавляющего «российский народ», частью которого являются и русины, не перешедшие в «ляшскую веру». Именно подобное представление сделало возможной Переяславскую раду, постепенный отход казацкой элиты от восприятия Речи Посполитой как своего отечества и политическое объединение Гетманщины с Российским царством.
Таким образом, идея объединения Малой и Великой России не навязывалась Москвой, а изначально являлась малороссийской и исходила от части казацкой старшины. В эпоху Руины концепция малороссийства и единой Руси одержала победу в высших церковных и светских кругах. Важным шагом на пути к её оформлению стало в 1674 году издание Киевского синопсиса архимандритом Киево-Печерской лавры и ректором Киево-братской коллегии Иннокентием Гизелем, в котором была предпринята попытка обосновать религиозно-династическую связь между Киевом и Москвой, а население Малой и Великой Руси того времени именовалось единым и целостным «православнороссийским народом». В XVIII веке «Синопсис» был самым распространённым историческим сочинением в России.

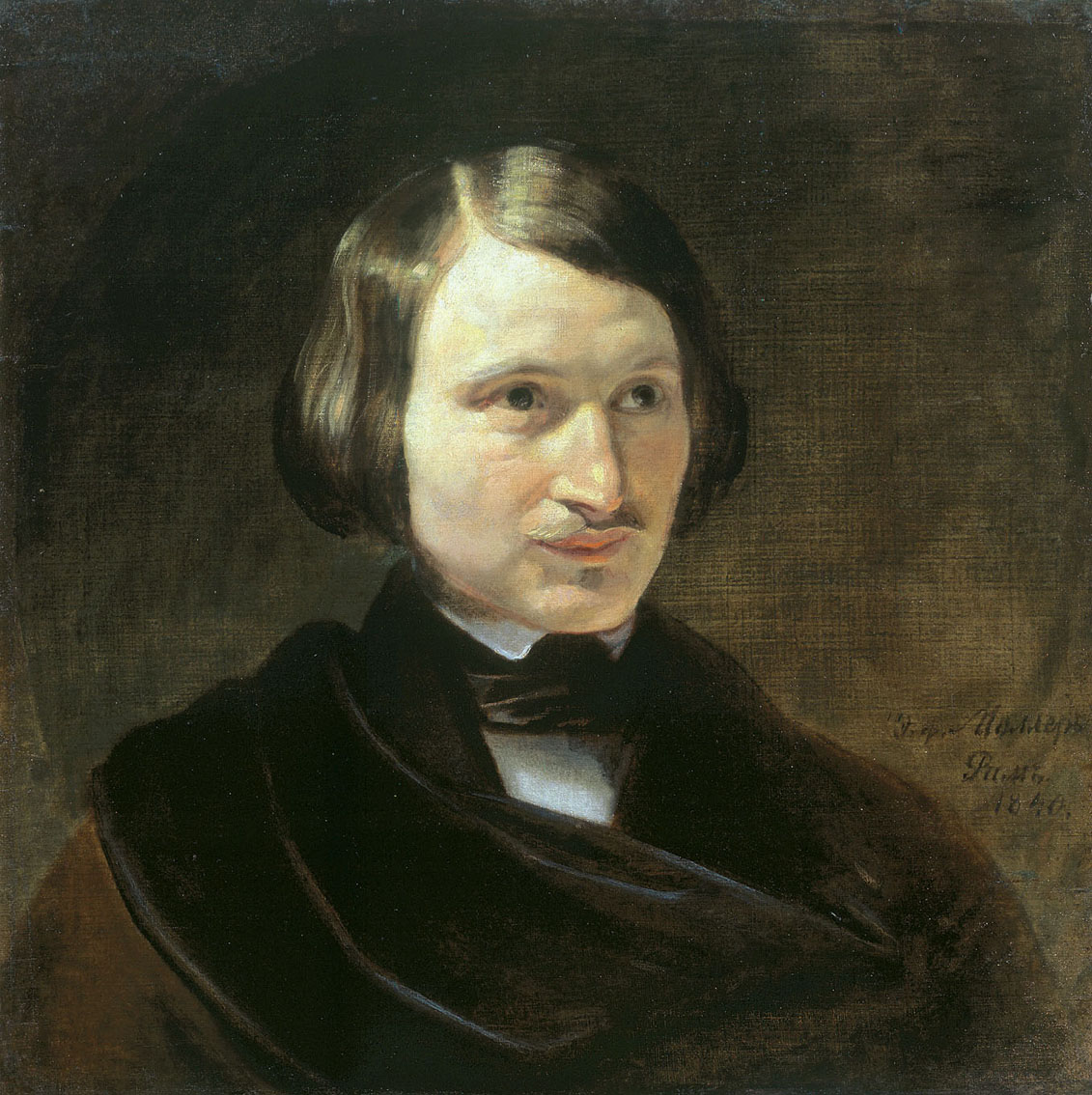
«Нам, малороссам и русским, нужна одна поэзия, спокойная и сильная, нетленная поэзия правды, добра и красоты. Русский и малоросс — это души близнецов, пополняющие одна другую, родные и одинаково сильные. Отдавать предпочтение одной в ущерб другой, невозможно». Н. В. Гоголь

Под влиянием выходца из Киева, архиепископа Феофана Прокоповича среди малороссов происходило постепенное переключение объекта первостепенной идентификации на имперскую Россию, тогда как Малороссия продолжала восприниматься как локальная родина, образующая Империю на равноправных началах с бывшим Русским государством. Наряду с общеимперским, наиболее устойчиво малороссийское сознание укрепилось в 1720-е — 1760-е годы, когда запорожская элита Гетманщины искала пути легитимации своего социального положения в иерархии Российской империи, чтобы пользоваться открывающимися широкими карьерными возможностями. Сторонники малороссийской идеи рассматривали Российскую империю как собственное государство, которое они помогали строить, основывая свою приверженность ему в том числе на победах над издавними врагами Южной Руси — Речью Посполитой, Крымским ханством и Османской империей.
Как отмечает В. А. Радзиевский, Петра I и Екатерину II часто изображают как душителей украинской самобытности и идентичности. Так, например, по мнению многих украинских культурологов и историков, Пётр I якобы строил Санкт-Петербург «на костях украинских казаков», оскорбил «украинского патриота» Мазепу и ограничивал украинские вольности, а Екатерина II ликвидировала Запорожскую Сечь и ввела крепостное право для местных крестьян. Однако следует учитывать, что эти действия осуществлялись в рамках централизации и унификации Российской империи, были направлены на ограничение «вольностей» окраин и регионов.
Екатерина II, осуществляя разделы Речи Посполитой, подорвала польскую экспансию на украинских землях (включая многовековое культурное ущемление, переходившее иногда в активную агрессию). Несмотря на всероссийскую унификацию, она создавала благоприятные условия для развития малороссийской самобытности и местных традиций (что привело к небывалому, не имевшему аналогов до конца XVIII века интересу южнорусской элиты к своему прошлому), дала возможность малороссам реализовать себя на великом, имперском, общероссийском культурном и государственном поприще. Отсталая периферия, ранее угнетавшаяся многовековым инокультурным, иноверным и инородным (татарским, турецким и польским) игом, получила возможность развиваться, становясь имперским и европейским культурным центром. В XVIII и XIX веках немало видных деятелей на высокопоставленных государственных должностях были носителями малороссийского и общеимперского сознания, включая А. А. Безбородко, П. В. Завадовского, А. Г. Разумовского, К. Г. Разумовского, Д. П. Трощинского, В. П. Кочубея, И. П. Паскевича и др. Сотни деятелей малороссийской (ныне украинской) культуры XIX века считали себя неразрывной частью общерусской культуры и единого русского этноса (восточнославянского суперэтноса).

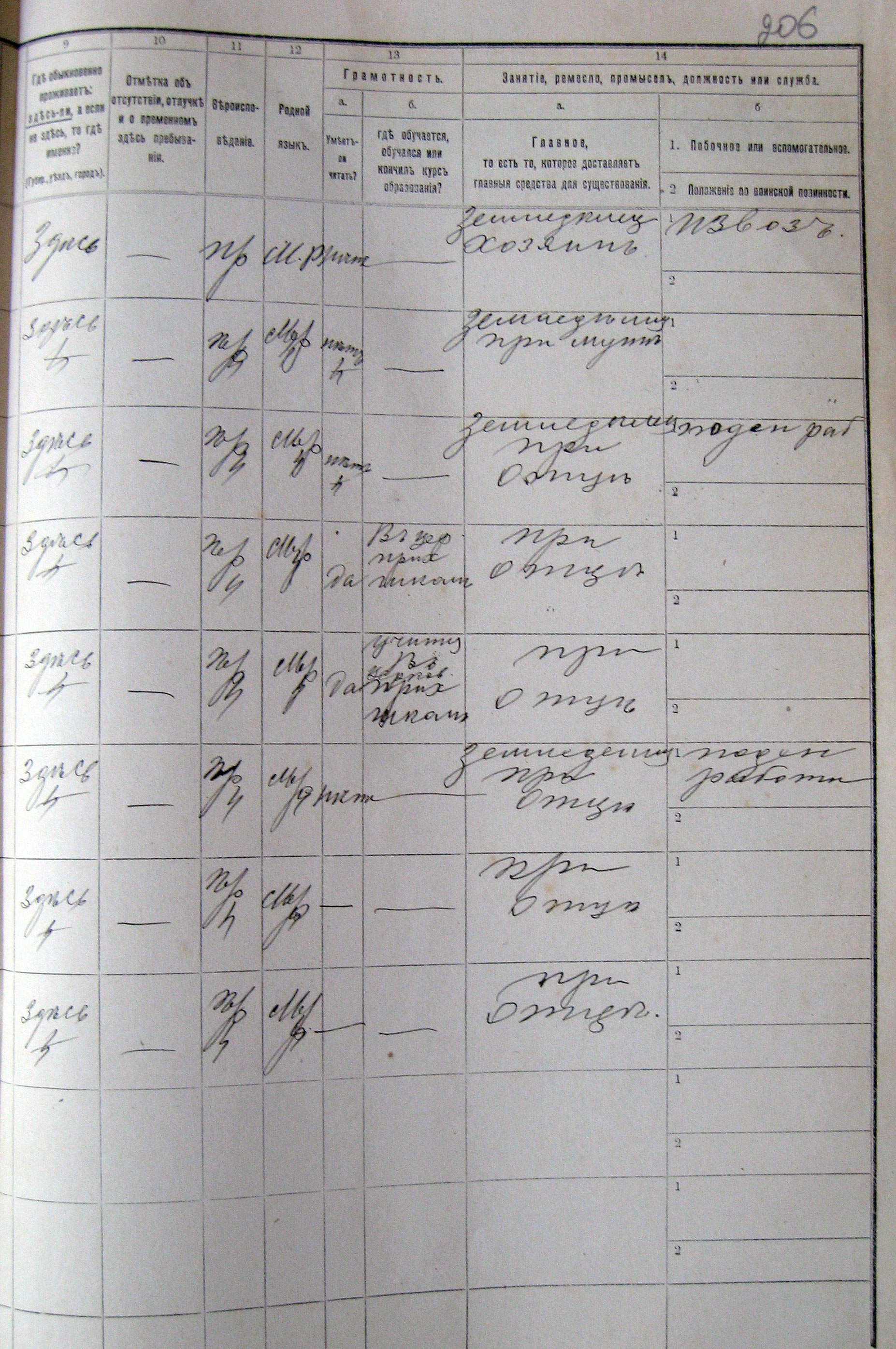
Результаты переписи 1897 года в Киевской губернии. Родной язык указан как "малороссийский"

Украинский критик Л. В. Панасюк считает, что Российское государство поддерживало малороссийство как залог культурного и политического провинциализма, убирая остатки национальной памяти и сантиментов. Однако общерусская идентичность, подвидом которой являлась малорусская, не предполагала отказа от региональных особенностей, если они не противоречили главному — идее культурной и политической общности. Носители малороссийской идентичности не считали, что приносят интересы малороссов в жертву великороссам и не полагали, что малороссы должны отказаться от своей идентичности в пользу великорусской.
Малороссийство и сознание принадлежности к общерусскому народу не являлось единственной идентичностью, существовавшей в Малороссии до возникновения украинства. Так, среди сторонников Ивана Мазепы был популярен хазарский миф — версия происхождения «народа казацкого» от древних хазар, государство которых было уничтожено киевским князем Святославом. Эта же версия зафиксирована в так называемой «конституции Орлика». В конце XVIII и начале XIX века определённой поддержкой пользовались тезисы, изложенные в «Истории русов», где постулировалось разное происхождение малороссов и великороссов. При этом слово «малоросс» употреблялось без этнической и культурной привязки, а как географическое понятие, обозначающее население Малороссии. Лишь в XIX веке оно прочно срослось с этнической и культурной идентификацией в рамках приверженности идеям общерусского единства.
Согласно подходу русского историка Дмитрия Скрынченко, отдельной украинской этнической идентичности не существовало как в раннем и позднем Средневековье, так и в последующее время. При этом, историк не исключал существование вместо неё некоторой локальной малороссийской идентичности, причём, по мнению автора, свою историчность Украина обрела лишь будучи составной частью русского народа и Российской империи.
По мнению историка А. В. Марчукова, сторонниками малороссийской идеи в том или ином её варианте до революции 1917 года являлось большинство духовной, культурной и политической элиты России и Малороссии, в том числе многие её виднейшие представители. Малороссийская идея свободно и на равных правах входила в комплексные, многослойные имперские, всероссийские, а затем и советские структуры.

## Соперничество с украинством

### Дореволюционная эпоха
Во второй половине XIX века с малороссийской идеей начало соперничать украинство (украинская национальная идея). По мнению российского историка А. Марчукова, характерным отличием украинства было отрицание каких-либо культурных и этнических связей с Россией, а также политическая ориентация на Запад. Фундамент украинства был заложен членами Кирилло-Мефодиевского братства, симпатизировавшими украинофильству и выступавшими за культурную самобытность Украины. Тем не менее, на первых порах принадлежность малорусской ветви к русскому народу не оспаривалась. Видный представитель братства Николай Костомаров формулировал свои взгляды так:
С чего начать? Конечно, с изучения своего русского народа, а так как я жил тогда в Малороссии, то и начать с его малорусской ветви.

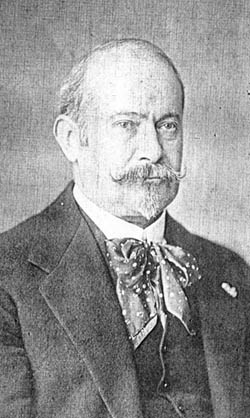
Историк-славист Иван Линниченко, публично полемизировавший с Михаилом Грушевским на тему идентичности Малороссии

Особо бурное развитие идеология украинства при поддержке местных властей получила на территории австро-венгерской Галиции. Соперничество между малороссийской и украинской версией идентичности в эпоху, предшествовавшую Первой мировой войне, приобрело характер борьбы и понятийной войны, причём риторическая борьба велась в том числе за культурное наследие Малороссии и идентификационную принадлежность многих ключевых фигур, таких как Тарас Шевченко. Горячая полемика велась и об исторических вопросах, персоналиях, трактовке истории Украины. Михаил Грушевский, автор «Истории Украины-Руси», был создателем и пропагандистом теории «обособленности» (укр. відрубність), настаивая на раздельном этногенезе и историческом развитии народов Украины и России (Великороссии). Его взгляды подвергались критике, среди прочих, Иваном Линниченко («Малорусский вопрос и автономия Малороссии. Открытое письмо профессору Грушевскому»), считавшим, что невозможно разделить историю Украины и историю государства Российского.
Важной характеристикой малороссов в полемике со сторонниками украинства являлось отношение к литературному русскому языку как к своему родному «общерусскому» языку. Такую позицию, среди прочих, настойчиво защищал философ Сильвестр Гогоцкий.
Одновременно существовала и русская имперская идея, вовсе не отделявшая население Юго-Западной Руси от жителей остальных восточнославянских земель Российской империи. С обеими идентификационными концепциями малороссийская идея входила в противоречие — для первой она была слишком «пророссийской», для второй — слишком «западнической».
Русский историк-славист Александр Погодин, отступая от славянофильских концепций и используя методологию европейского либерализма, сформировал концепцию, согласно которой в качестве отдельного украинского национального организма им признавалось только украинское население Галиции, тогда как население территории Украины, входившее в Российскую империю, за почти три века её истории выработало особую малороссийскую идентичность и поэтому является не чем иным, как представителями одной из трёх ветвей единого русского народа.

### Советская эпоха
В 1917—1921 годах малороссийство продолжало быть одной из главных характеристик идентичности, однако с началом политики украинизации, ставшей специфической частью общей для всего СССР политики коренизации, оказалось вне закона. Помимо этого, его политически активные носители оказались среди наиболее пострадавших групп революционных лет. В 1920-е годы большевики-интернационалисты рассматривали УССР и БССР как «выставочные павильоны» национальной политики, стремясь таким образом проецировать своё влияние на восточнославянское население в Польше. Именно большевикам приписывается осуществление и закрепление проекта украинской идентичности. В ходе первой Всесоюзной переписи населения 1926 года переписчикам были даны указания записывать называющих себя «малороссами» только «украинцами». В резолюции Пленума ЦК КП(б)У (2-6 июня 1926 г.) о результатах украинизации, в частности, отмечалось: «За последний год… мы имеем величайшие достижения в области украинизации. В государственном аппарате процент деловодства, который проводится на украинском языке, доходит до 65, тогда как в начале прошлого года он составлял 20. Несмотря на все трудности, прессу украинизировано на 60 %».
Понятие «малоросс» как инструмент самоидентификации продолжало существовать лишь в среде межвоенной эмиграции. Тем не менее, несмотря на то, что термин «малороссы» был выведен из употребления (главным образом, в пользу нового этнонима «украинцы»), а концепция общерусского народа заменилась концепцией «братских», но отдельных восточнославянских народов, значительные элементы малороссийской идентичности продолжали существовать, поскольку идея о единстве с Россией рассматривалась как основная определяющая черта исторического развития Украины. Советская идеология сочетала в себе эту ключевую черту малороссийской идеи с элементами украинской национальной идеи, переняв помимо терминологии украинства утверждение о колониальном статусе Украины в составе царской России.

### Современная эпоха
Накануне и после обретения Украиной независимости, сохранившиеся в советскую эпоху элементы малороссийской идентичности подверглись усиленному давлению со стороны украинства, существовавшего в наиболее радикальной форме в кругах украинской эмиграции и получившего со времён горбачёвской гласности возможность влиять на политические и общественные процессы на Украине. Причиной стало также то обстоятельство, что украинство в большей степени соответствовало стоящей перед элитами задаче строительства отдельного государства и нации. По мнению ряда историков, на сегодняшний день малороссийская идентичность является не реализованной, но не исчезнувшей альтернативой. Украинский историк Владимир Кравченко полагает, что в обществе современной Украины существуют, кроме собственно украинской, и другие типы национальной идентичности, утверждая, что один из таких типов основан, в том числе, и на малороссийском компоненте.